# Narrow Lake
Narrow Lake är en sjö i Kanada.   Den ligger i provinsen Alberta, i den centrala delen av landet, 2 900 km väster om huvudstaden Ottawa. Narrow Lake ligger 684 meter över havet. Arean är 0,92 kvadratkilometer. Den sträcker sig 3,1 kilometer i nord-sydlig riktning, och 2,3 kilometer i öst-västlig riktning.
Trakten runt Narrow Lake består till största delen av jordbruksmark. Trakten runt Narrow Lake är nära nog obefolkad, med mindre än två invånare per kvadratkilometer.